# Gottlob Wilhelm Caspari
Gottlob Wilhelm Caspari (* 9. August 1776 in Reichenbach im Vogtland; † 13. März 1850 in Naumburg (Saale)) war ein deutscher evangelischer Theologe. Er war Oberpfarrer und Superintendent in Naumburg.

## Leben und Wirken
Er war der Sohn des Geistlichen Johann Adolph Caspari († 1806) in Reichenbach, wo sein Vater seit 1770 beruflich wirkte. Seine Mutter war die einzige Tochter des Reichenbacher Bürgermeisters Johann Gottfried Glafey.
Nach dem Besuch der Schule in Reichenbach wechselte er 1789 an die Fürstenschule Pforta. Von 1795 bis 1799 studierte er an der Universität Leipzig Theologie und Philologie. Um sich Geld zu verdienen, unterrichtete er die Kinder des dortigen Buchhändlers Fleischer. Nach seinem theologischen Examen ging er als Hauslehrer zurück nach Pforta, wo er den Privatunterricht von Kindern einiger Lehrkräfte übernahm. Am 21. Februar 1801 legte er in Leipzig die Magisterprüfung ab, woraufhin er am 28. Juni 1801 in Reichenbach zum Diakon ernannt wurde. 1807 wurde er dort Archidiakon. 1822 erfolgte seine Berufung zum Oberpfarrer an die St. Wenzelskirche nach Naumburg in der preußischen Provinz Sachsen.
Nach dem Tod des bisherigen Superintendenten Delbrück in Zeitz wurde Caspari gleichzeitig auch Superintendent in der daraufhin neugebildeten Ephorie Naumburg.
Am Karfreitag 1841 erlitt Caspari auf der Kanzel den ersten Schlaganfall, die ihn in den folgenden Jahren zwangen, die Dienstgeschäfte in andere Hände zu geben.
Sein in Reichenbach geborener Sohn Adolph Gustav Caspari (1805–1874) wollte als Pfarrer in die Fußstapfen des Vaters treten und studierte an der Universität Halle Theologie. Da er nach dem Studienabschluss keine freie Pfarrstelle erhielt, wurde er Lehrer und leitete als Direktor die Bürgerschule in Annaberg und danach in Plauen.

## Publikationen (Auswahl)
- Beschreibung der oeffentlichen Jubelfeyer des dreihundertjaehrigen Reformationsfestes zu Reichenbach im Voigtlande vom 31. Oktober bis zum 2. November 1817 [...] nebst einer Rede an die Kinder. 1817.
- Abendandachten. Schumann, 1821.
- (mit Gotthilf Ferdinand Döhner[1]): Christliches Hausbuch zur Erhebung und Stärkung des Herzens: am Morgen und Abend auf alle Tage des Jahres, Bd. 1 und 2, Gebrüder Schumann, Zwickau 1828.
- (Gotthilf Ferdinand Döhner): Christliches Hausbuch zur Erhebung und Stärkung des Herzens: am Morgen und Abend auf alle Tage des Jahres, Bd. 1 und 2, 2. Aufl., verb. Aufl., Gebrüder Schumann, Zwickau, 1829.